# Paweł Zieliński (geograf)
Paweł Zieliński – polski geograf, doktor habilitowany nauk o Ziemi.

## Życiorys
W 1995 r. ukończył studia geograficzne, w 2003 r. obronił pracę doktorską pt. Rozwój procesów i form eolicznych w późnym vistulianie i holocenie w zachodniej części Wyżyny Lubelskiej, której promotorem był prof. Józef Wojtanowicz, w 2017 r.  habilitował się na podstawie pracy zatytułowanej Regionalne i lokalne uwarunkowania późnovistuliańskiej depozycji eolicznej w środkowej części europejskiego pasa piaszczystego.
Pracuje na Uniwersytecie Marii Curie-Skłodowskiej w Lublinie, oraz jest specjalistą i członkiem Komitetu Badań Czwartorzędu PAN.